# Stenobrachius nannochir
Stenobrachius nannochir és una espècie de peix de la família dels mictòfids i de l'ordre dels mictofiformes.

## Morfologia
- Els mascles poden assolir 11 cm de longitud total.[5][6]

## Depredadors
És depredat per Pleurogrammus monopterygius (Illes Kurils), Reinhardtius hippoglossoides, Bathyraja maculata (Rússia) i Bathyraja matsubarai (Rússia).

## Hàbitat
És un peix marí i d'aigües profundes que viu entre 0-3.400 m de fondària.

## Distribució geogràfica
Es troba al Pacífic nord: les Illes Kurils, els Estats Units i el Mar d'Okhotsk.